# Franklin Wadja
Franklin Wadja, né le 1er mai 1995 à Douala, est un footballeur camerounais  évoluant au poste de milieu de terrain.

## Biographie

### Carrière en club
Après être passé par le centre de formation des Chamois niortais FC, Franklin Wadja part évoluer en CFA à Fontenay durant deux saisons. 

#### FC Lorient
À l'été 2017, il signe son premier contrat pro en faveur du FC Lorient en Ligue 2. En 2017-2018, lors de sa première saison alors que le FC Lorient vient de descendre de Ligue 1, il participe sous les ordres de Mickaël Landreau à 32 rencontres de Ligue 2. Il s'impose rapidement comme un joueur important du collectif lorientais et marque son premier but lors du nul contre le Paris FC. Malheureusement à la fin de la saison, l'objectif du club de remonter en Ligue 1 n'est pas atteint, l'équipe finissant à une décevante 6ème place. En septembre, il prolonge son contrat avec le FC Lorient jusqu'en 2022. 
Lors de la saison 2020-2021, il est très peu utilisé par Christophe Pélissier, ne participant qu'à quatre rencontres de Ligue 1, pour seulement 29 minutes de jeu. 

#### SM Caen
Libéré de sa dernière année de contrat, il s'engage en faveur du SM Caen le 9 juillet 2021 où il paraphe un contrat jusqu'en 2023 avec une année supplémentaire en option. 
Six mois après sa signature à Caen, Wadja est annoncé du côté de Lausanne lors du mercato hivernal 2022. Il ne valide pas sa visite médicale en Suisse et le transfert n'a finalement pas lieu. Gêné par des soucis physiques, il dispute son dernier match avec le SM Caen en avril 2022 et n’apparaît plus dans le groupe professionnel par la suite, bien que toujours sous contrat.

## Statistiques
| Saison                | Club                  | Championnat           | Championnat | Championnat | Championnat | Coupe nationale | Coupe nationale | Coupe nationale | Coupe de la Ligue | Coupe de la Ligue | Coupe de la Ligue | Total | Total | Total |
| Saison                | Club                  | Division              | M.          | B.          | P.d.        | M.              | B.              | P.d.            | M.                | B.                | P.d.              | M.    | B.    | P.d.  |
| 2017-2018             | FC Lorient            | Ligue 2               | 32          | 1           | 1           | 4               | 0               | 0               | 2                 | 0                 | 0                 | 38    | 1     | 1     |
| 2018-2019             | FC Lorient            | Ligue 2               | 32          | 0           | 3           | -               | -               | -               | 2                 | 0                 | 0                 | 34    | 0     | 3     |
| 2019-2020             | FC Lorient            | Ligue 2               | 7           | 0           | 0           | 2               | 0               | 0               | 1                 | 0                 | 0                 | 10    | 0     | 0     |
| 2020-2021             | FC Lorient            | Ligue 1               | 3           | 0           | 0           | 2               | 0               | 0               | -                 | -                 | -                 | 5     | 0     | 0     |
| Sous-total            | Sous-total            | Sous-total            | 74          | 1           | 4           | 8               | 0               | 0               | 5                 | 0                 | 0                 | 87    | 1     | 4     |
| 2021-2022             | SM Caen               | Ligue 2               | 22          | 1           | 0           | 1               | 0               | 0               | -                 | -                 | -                 | 23    | 1     | 0     |
| 2022-2023             | SM Caen               | Ligue 2               | 0           | 0           | 0           | 0               | 0               | 0               | -                 | -                 | -                 | 0     | 0     | 0     |
| Sous-total            | Sous-total            | Sous-total            | 22          | 1           | 0           | 1               | 0               | 0               | -                 | -                 | -                 | 23    | 1     | 0     |
| Total sur la carrière | Total sur la carrière | Total sur la carrière | 96          | 2           | 4           | 9               | 0               | 0               | 5                 | 0                 | 0                 | 110   | 2     | 4     |